# Heterotardigrada
Heterotardigrada – gromada niesporczaków (Tardigrada), u których występują różnorakie przydatki głowowe, brak cewek Malpighiego i narządów wydalniczych. Do Heterotardigrada zaliczane są gatunki morskie i lądowe.
Ciało różnie ubarwione, pokryte różnego kształtu płytkami grzbietowymi i brzusznymi. Płytki te mogą być dodatkowo urzeźbione lub wtórnie zanikać. Na chetotaksję składają się nitkowate lub kolcopodobne szczeciny boczne i grzbietowe oraz charakterystyczne dla tej gromady szczeciny głowowe boczne. Na aparat gardzielowy składa się para wapiennych sztyletów i ssąca gardziel; jego budowa jest prostsza niż u Eutardigrada, a plakoidy w gardzieli są niepodzielone. Po bokach otworu gębowego leżeć mogą wąsy czuciowe (cirri). Każde z odnóży zakończone jest zazwyczaj czterema pazurkami, ale u niektórych form morskich liczba ta może sięgać jedenastu. Zamiast pazurków występować mogą przylgi. Pazurki mogą być zaopatrzone w kolce lub ostrogi. Czwarta para odnóży może być ponadto zaopatrzona w pojedynczą papillę i ząbkowany fałd. Brak cewek Malpighiego. Samce są mniejsze od samic. Przewód wyprowadzający gonady położony jest przed odbytem. Jaja mają gładki chorion i składane są do uprzednio zrzuconej wylinki.
Wyróżniane są dwa rzędy:
- Arthrotardigrada
- Echiniscoidea